# Knockout (Lil Wayne)
Knockout è un singolo del rapper statunitense Lil Wayne, pubblicato nel 2010 ed estratto dall'album Rebirth.
Il brano vede la partecipazione della rapper trinidadiana Nicki Minaj.

## Video musicale
Il video è stato diretto da David Rousseau.

## Tracce
1. Knockout (featuring Nicki Minaj) – 4:09